# Marko Kamenjaš
Mons. Marko Kamenjaš (Oštra Luka, 25. kolovoza 1927. – 9. travnja 2007.), hrv. katolički svećenik iz BiH, visoki crkveni dužnosnik

## Životopis
Rođen je 25. kolovoza 1927. godine u Oštroj Luki u hrvatskoj obitelji. Nakon završetka gimnazije u Travniku, bogoslovne studije je pohađao u Đakovu. Za svećenika je zaređen 5. kolovoza 1956. godine u Sikirevcima. Kao mladomisnik je najprije kratko službovao kao kapelan u Brčkom, nakon čega je imenovan upraviteljem župe Lukavac. Godine 1967. odlazi za župnika u Korićane odakle 1960. godine ide za župnika u Otinovce. 1966. je imenovan župnikom u Radunicama, a već sljedeće godine odlazi za župnika na Cer. Od 1971. do 1980. godine službuje kao župnik Zavidovića i jedno vrijeme obnaša službu žepačkog dekana. Godine 1981. dolazi za župnika u župu sv. Josipa na Marijin Dvoru u Sarajevu i obnaša službu sarajevskog dekana. 1984. godine je imenovan privremenim upraviteljem nadbiskupijske kancelarije te istovremeno obnaša službu dekana do 1987. godine. Za svoga djelovanja u Vrhbosanskom nadbiskupskom ordinarijatu, mons. Kamenjaš je obnašao i razne druge službe kao što su generalni vikar, zamjenik delegata apostolskog administratora i misijski animator. Od 1991. do 1999. je obnašao službu arhivara te jedno vrijeme službu rektora crkve sv. Vinka. U ljeto 1999. godine je umirovljen radi narušenog zdravstvenog stanja. Zadnje godine svoga života je proveo u bolesničkom krevetu u Svećeničkom domu gdje je dočekao i prijelaz u vječnost. Nadbiskup metropolit vrhbosanski kardinal Vinko Puljić predvodio mu je 11. travnja u bogoslovnoj crkvi sv. Ćirila i Metoda u Sarajevu sprovodnu Misu, uz koncelebraciju pomoćnog biskupa vrhbosanskog mons. dr. Pere Sudara i oko 70 svećenika te sudjelovanje pokojnikove rodbine, većeg broja redovnica i vjernika. Sprovodni obred bio je na sarajevskom groblju Bare gdje je mons. Kamenjaš sahranjen u svećeničku grobnicu.